# DiGard Racing

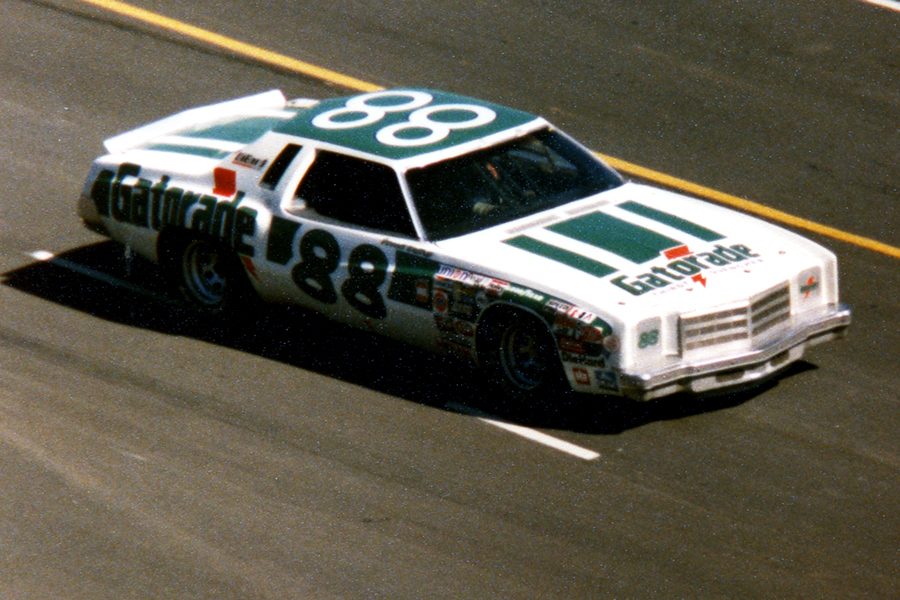
Darrell Waltrip corriendo una Chevrolet durante las 600 Millas de Charlotte de 1978.

DiGard Racing fue un equipo estadounidense de automovilismo de velocidad fundado por Mike DiProspero y Bill Gardner. Compitió en la categoría de stock cars Copa NASCAR desde 1973 hasta 1987 con base primero cerca del Daytona International Speedway y luego en Charlotte, Carolina del Norte. Cosechó un título de pilotos en 1983 y 43 triunfos, destacándose una en las 500 Millas de Daytona de 1982, tres en las 600 Millas de Charlotte de 1978, 1979 y 1984, y dos en las 400 Millas de Daytona de 1982 y 1985.

## Historia
DiGard debutó en la Copa NASCAR en 1973. El equipo contrató a Donnie Allison para disputar 14 carreras en la temporada con una Chevrolet. Allison logró 2 top 5 y 5 top 10. Al año siguiente, Allison obtuvo 6 top 5 y 10 top 10 en 21 carreras. En 1975, Allison logró 2 top 5 y 4 top 10 en 11 carreras, antes de ser reemplazado por Darrell Waltrip. En 10 carreras disputadas, Waltrip consiguió la primera victoria del equipo en Richmond, y obtuvo dos top 5 más. Por otra parte, Johnny Rutherford participó en las 500 Millas de Daytona en el segundo auto del equipo.
Waltrip se convirtió en piloto regular del equipo en la temporada siguiente. El kentuckiano logró una victoria, y 10 top 5, finalizando octavo en el campeonato. En 1977, Waltrip cosechó seis victorias, 16 arribos entre los primeros cinco, y 24 arribos entre los primeros diez, de modo que concluyó en la cuarto colocación final. El piloto resultó tercero en la Copa NASCAR 1978, con seis victorias y 19 top 5.
Darrell, fue triunfador en siete carreras y arribó 19 veces entre los cinco primeros en 1979, pero de resultados aún más superiores de Richard Petty, Darrell tuvo que conformarse con el subcampeonato. Al año siguiente, Waltrip finalizó quinto en el campeonato, con cinco victorias y 15 top 5. En tanto, que Don Whittington participó en la primera fecha de la temporada en Riverside en un segundo auto, finalizando noveno en la carrera.
Con la ida de Darrell Waltrip para el equipo de Junior Johnson en 1981, DiGard contrató a Ricky Rudd como piloto titular. Compitiendo con autos Chevrolet, Buick y Oldsmobile, Rudd logró 14 top 5, finalizando sexto en la tabla general. A la temporada siguiente, el equipo decidió fichar a Bobby Allison para reemplazar a Rudd. Bobby acumuló ocho victorias, 14 top 5, y 20 top 10. Aun así, no le alcanzó para superar a Waltrip, y resultó subcampeón.
En 1983, la historia fue a la inversa. Bobby ganó el título de pilotos, con 6 victorias, 18 top 5, y 25 top 10, por delante de Waltrip. Al año siguiente, Allison, ahora con Buick en todas las carreras, obtuvo dos victorias, 13 top 5 y 18 top 10, de modo que culminó sexto en el campeonato.
Luego de catorce fechas disputadas en 1985, Allison logró 6 top 5 y 9 top 10, estando en la 6ª colocación del campeonato. Para las 400 Millas de Daytona, DiGard entró con un segundo coche, que era un coche de investigación y desarrollo, para el piloto Greg Sacks. Sacks ganaría la carrera y después, Allison tuvo un conflicto con el equipo por la configuración de chasis en su Buick, de modo que renunció al equipo. Sacks fue el reemplazante de Allison, pero solo logró 2 top 10 más. Por otro lado, Ken Ragan y Dick Trickle corriendo con el segundo auto, una carrera cada uno, logrando este último piloto un octavo puesto. 
En 1986, Sacks conduciendo autos Pontiac y Chevrolet, logró un top 10 en ocho carreras. Trevor Boys, y Jeff Swindell disputaron una carrera cada uno en un Chevrolet, mientras que Willy T. Ribbs participó en tres fechas, sin lograr resultados destacables. Rodney Combs disputó las 500 Millas de Daytona de 1987 con un Oldsmobile, y luego una Chevrolet en otras dos fechas de la temporada, sin destacarse. A partir de ahí no compitió más en la Copa NASCAR.